# ピエール・トルドー
ピエール・エリオット・トルドー（Pierre Elliott Trudeau、1919年10月18日 - 2000年9月28日）は、カナダの政治家、第20・22代首相。姓はトリュドーとも表記される。本名はジョセフ・フィリップ・ピエール・イヴ・エリオット・トルドー（Joseph Philippe Pierre Yves Elliott Trudeau）。カナダ史上初の20世紀生まれの首相で国家としてのアイデンティティーを明確にし、多文化主義や途上国援助などでカナダの再構築に大きく貢献した。所属政党は自由党（Liberal）。

## 来歴
ケベック州モントリオール出身のフランス系。モントリオール大学で学び、ハーバード大学大学院に進み、マルクス主義に強い興味を持っていたトルドーは共産主義とキリスト教に関する論文を書いた。その後、パリ政治学院を経てロンドン・スクール・オブ・エコノミクスではハロルド・ラスキに師事した（中退）。その後弁護士となり、1961年から1965年までモントリオール大学の法律学の教授だった。やがて政界に入り、1965年に国会議員となった。
1970年のケベック解放戦線がケベック独立を要求しイギリス貿易省のクロス長官を誘拐、ケベック州の労働大臣ピエール・ラポルテを殺害した「オクトーバー・クライシス（十月危機）」の際、戒厳令を敷き強硬手段で解決にあたったことは今でも賛否両論となっているが、トルドーがケベック州生まれのフランス系カナダ人でありながらケベック独立に反対し、内政の運営がきわめて難しい多文化国家であるカナダ社会において、カナダをひとつの国としてまとめようと強力なリーダーシップをとっていたことの一例である。1971年には「多文化主義宣言」を行い、公用語を英仏二カ国語とするなど現在の多文化国家カナダの原型を作り上げた。また、経済政策ではペトロ・カナダを設立して石油産業の国有化を図った。1982年には新憲法が制定され、イギリスとの関係を明確にした。その後、さらに対米依存主義脱却を目指した。
なお、ソ連の駐カナダ大使として赴任してきたアレクサンドル・ヤコブレフとは深い交友関係を築き、トルドーはヤコブレフにちなんで自分の次男にアレクサンドル (Alexandre) と名付け、さらにロシア語風のサーシャという愛称で呼ぶほどだった。
晩年は、癌とパーキンソン病を発症し、闘病生活に入り、表舞台には出なくなっていた。1998年には、三男を雪崩事故で失うという悲劇にも見舞われている。闘病生活の末、家族に看取られながら、2000年10月にこの世を去った。
2004年にモントリオールの空港がトルドーの名にちなみモントリオール・トルドー国際空港と改名した。

## 家族
- 配偶者：マーガレット (Margaret Trudeau) （1984年離婚）
- 長男：ジャスティン（1971年 - ） 自由党党首(2013年 - 2025年)、第29代首相(2015年 - 2025年)
- 次男：アレクサンドル（1973年 - ）
- 三男：ミシェル (Michel Trudeau) （雪崩による事故死)(1975年 - 1998年）
- 長女：サラ（デボラ・コイン (Deborah Coyne) との娘)(1991年 - ）

## 参照
1. ↑  メールマガジン第191号 2014/09/01 在モントリオール日本国総領事館
2. ↑  M・イグナティエフ『ライツ・レヴォリューション』風行社、2008年、P.92頁。
3. ↑  English, John (2006). Citizen of the World: The Life of Pierre Elliott Trudeau Volume One: 1919–1968. Toronto: Knopf Canada. ISBN 978-0-676-97521-5. pp. 145–146.
4. ↑  English, John (2006). Citizen of the World: The Life of Pierre Elliott Trudeau Volume One: 1919–1968, p. 166. Toronto: Knopf Canada. ISBN 978-0-676-97521-5. pp.166.
5. ↑  Simon Sebag Montefiore. 世界を変えた名演説集　その時、歴史は生まれた. 清流出版株式会社